# 산토 아키코
산토 아키코(일본어: 山東昭子, 1942년 5월 11일 ~ )은 일본의 배우 출신 정치인이다. 자유민주당 소속 참의원 의원이자 제32대 참의원 의장이며, 아소 다로가 회장으로 있는 자민당 내 파벌 중 하나인 지공회(志公会, 통칭 아소파)의 대표 인물로 꼽히고 있다.
8선 참의원 의원으로써, 현역 참의원 의원 중 최다선이다. 제2차 가이후 개조 내각에서 과학기술청(현재의 문부과학성) 장관, 참의원 부의장, 자민당 양원 의원총회장을 역임했으며, 2017년 아소파와 통합될 때까지 존재했던 반초 정책연구소(番町政策研究所, 통칭 산토파)의 회장이기도 했다.

## 생애
도쿄부 도쿄시 세타가야구(현 도쿄도 세타가야구) 출신이다. 작곡가였던 단 이쿠마의 소개로 11살의 나이에 라디오 도쿄(현 TBS)의 어린이 프로그램의 사회자로 연예계에 진출했다. 15살에는 라디오 드라마 "아카도 스즈노스케(赤胴鈴之助)"의 내레이션을 맡았다. 16살에는 도에이와 전속 계약을 맺고 다카쿠라 겐과 함께 "다로 시리즈(太郎シリーズ)" 등에 출연했다. 이후 19살 때 프리랜서가 되어 라디오를 넘어 TV 프로그램에도 진출하여 드라마와 함께 각종 프로그램의 사회자 출연도 병행했다. TV 프로그램 "퀴즈 타임 쇼크"에 출연해서는 5주 연속으로 승리하여 "퀴즈의 여왕"으로 불렸다.
1974년 다나카 가쿠에이 내각총리대신의 권유로 제10회 참의원 의원 통상선거에 전국구로 자유민주당 공천을 받아 출마하였고, 약 125만 표를 얻어 32세에 최연소 참의원 의원으로 당선되었다. 이후 1980년(전국구), 1986년(비례대표) 선거에서도 당선되어 3선이 되었다.
1990년 12월, 제2차 가이후 개조 내각에서 과학기술청(현재의 문부과학성) 장관에 임명되어 사상 6번째 여성 각료가 되었다.
이후 1992년 제16회 참의원 의원 통상선거에서 비례대표에 출마했지만 낙선하면서 참의원 의원 4선에 실패했다. 1995년에 다나베 데쓰오(田辺哲夫)가 사망함에 따라 의원직을 승계했지만, 바로 다음 해인 1996년 참의원 의원직을 사퇴하고 제41회 중의원 의원 총선거에 가나가와현 제6구에서 출마하였다. 그러나 낙선했다.
이후 잠시 정계를 떠나 있다가 2001년 제19회 참의원 의원 통상선거에 비례대표로 다시 출마하여 당선, 5년 만에 의원직에 복귀했다. 그 뒤로 2007년, 2013년, 2019년 선거에서 연속 당선되었다.
2007년 제21회 참의원 의원 통상선거에서 자유민주당이 참패하여 참의원 제2당으로 주저앉으면서 제1당이 된 민주당이 참의원 의장 자리를 가져가고, 자민당은 부의장을 맡게 되었다. 따라서 산토는 여성으로서는 처음으로 참의원 부의장에 취임했다. 부의장 취임과 함께 관례에 따라 당적에서 이탈했다.
2015년 4월, 반초 정책연구소(番町政策研究所)의 회장으로 취임하여 여성 최초로 자민당 내 파벌 수장이 되었다.
2017년 7월, 반초 정책연구소가 이코카이(為公会) 등과 통합하여 새로운 이름인 시코카이(志公会)로 출범하였다. 이와 함께 산토는 시코카이 회장 대행에 취임했다.
2019년 기준 산토의 나이는 77세였지만, 참의원 비례대표의 정년을 70세로 규정한 당내 규칙이 있음에도 불구하고 다른 6명과 함께 특례로 제25회 참의원 의원 통상선거에 공천되었다. 산토는 2013년 제23회 참의원 의원 통상선거에서도 정년 특례 공천을 받은 바 있다. 그 결과 8선에 성공했다. 참의원 의원 8선은 사상 처음 있는 일이었다.
2019년 8월 1일에 소집된 임시 국회에서 참의원 의장으로 선출되었다. 이에 따라 2004년~2007년 사이 의장을 역임한 오기 지카게(扇千景) 이후 여성으로서는 두 번째로 참의원 의장이 되었다.

## 약력
- 1974년 - 참의원 의원 초선
- 1978년 - 환경청 정무차관 (제1차 오히라 내각)
- 1978년 - 환경청 정무차관 (제2차 오히라 내각)
- 1983년 ~ 1986년 - 자유민주당 환경부 회장
- 1984년 ~ 1986년 - 자유민주당 부인국장
- 1987년 - 참의원 환경특별위원회 위원장
- 1989년 - 참의원 외무위원회 위원장
- 1990년 - 과학기술청 장관 (제2차 가이후 개조 내각)
- 1991년 - 자유민주당 국민운동본부장 대리
- 2001년 ~ 2005년 - 자유민주당 호쿠리쿠 지방 개발위원장
- 2004년 ~ 2007년 - 자유민주당 양원 의원총회장
- 2006년 - 참의원 의원 재직 25년 영년근속표창
- 2007년 ~ 2010년 - 참의원 부의장
- 2010년 ~ 2012년 - 자유민주당 당기위원장
- 2012년 - 자유민주당 식육조사회장
- 2013년 - 참의원 내각위원회 위원장
- 2019년 - 참의원 의장

## 정책 및 주장
- 자유민주당 식육조사회장 재임 기간 "식육기본법"을 제정하였다.[5]
- 선택적 부부 별성제 도입에 "반대"한다.
- 2008년 12월 5일 참의원 본회의에서 통과된 미혼 일본인 아버지와 외국인 어머니 사이에서 태어난 아이가 후에 인지되면 일본 국적을 취득할 수 있도록 하는 국적법 개정안에 기권했다.[9]
- 헌법 제9조 개정에 찬성하며, 자위대를 다른 나라의 군대와 같이 "국방군"으로 해야 한다고 주장했다.[10]
- 집단적 자위권 행사를 인정하는 것에 찬성한다.[10]
- 후텐마 기지를 헤노코 지역으로 이전하는 것에 찬성한다(후텐마 기지 이전 문제 참조).[10]
- 총리나 각료의 야스쿠니 신사 참배는 문제가 없다고 주장한다.[10]
- 경감세율(저소득층을 위해 일부 품목에 대하여 소비세를 깎아주는 것) 도입에 반대한다.[10]
- 일본의 평균 연령이 증가하고 연금 가입자가 감소하고 있기 때문에 시간이 지날수록 연금 지급액 수준이 내려가는 것은 어쩔 수 없는 일이라고 생각하고 있다.[10]
- 원자력 발전소는 필요하며, 외국에도 수출해야 한다고 생각하고 있다.[10]
- 노동 시장 규제를 완화시켜 기업 측이 직원에게 금전을 지불한다면 해고하기 쉽게 만드는 것에 찬성한다.[10]
- 사형 제도에 찬성한다.[10]
- 2015년, 선거권 연령을 "만 18세 이상"으로 낮추는 공직선거법 개정안의 참의원 본회의 표결에서 투표하지 않고 기권했다.
- 자유민주당 간접 흡연 방지 의원 연맹 회장으로서 2020년 도쿄 올림픽 및 패럴림픽 때까지 간접 흡연 방지를 실현하겠다며 공공 장소에서의 간접 흡연 방지를 의무화하는 "간접 흡연 방지 법안"을 발표했다. 담배 가격에 대해서는 증세를 통해 가격 인상을 추진하기로 했는데, "예를 들면 과감하게 한 갑에 1000엔 정도로 할 수 있다"고 말해 논란을 부르기도 했다.[11]
- 2016년 7월 발생한 사가미하라 장애인 시설 살상 사건과 관련해 범죄가 우려되거나 추정할 수 있는 인물, 재범 우려가 있는 성범죄자 등에 대해 GPS를 몸 속에 내장하는 것과 같은 대책을 논의해야 한다고 주장했다.[12][13]

## 정치 헌금
산토 아키코가 데이쿄 대학(도쿄도 이타바시구 위치) 총장으로부터 1995년부터 2000년까지 5년 동안 100만 엔의 정치 헌금을 받았다는 신문 아카하타의 보도가 2002년 8월 23일에 있었다.

## 가족
증조부는 전직 가나가와현 참사였던 무쓰 무네미쓰의 심복이자 부하였던 기이 지역 출신의 교육자이자 관료인 산토 지카토(山東直砥)이며, 작은할아버지는 전직 중의원 의원이었던 고다마 료타로(児玉亮太郎)이다.

## 소속된 의원 연맹
- 자유민주당 간접 흡연 방지 의원 연맹 (회장)
- 일본회의 국회의원 간담회
- 다 함께 야스쿠니 신사에 참배하는 국회의원 모임
- 식품 낭비 절감 및 푸드뱅크 지원을 추진하는 의원 연맹 (회장)

## 역대 선거 결과
|  | 2.39% |

|  | 2.70% |

|  | 38.61% |

|  | 33.29% |

|  | 25.90% |

|  | 38.57% |

|  | 28.08% |

|  | 34.68% |

|  | 35.37% |